# Gobiodon rivulatus
Gobiodon rivulatus är en fiskart som först beskrevs av Rüppell, 1830.  Gobiodon rivulatus ingår i släktet Gobiodon och familjen smörbultsfiskar. Inga underarter finns listade i Catalogue of Life.